# إجهاد الأنسجة
إجهاد الأنسجة (متلازمة تكيف الأنسجة) هو رد فعل تكيفي غير محدد عالمي لجميع أنسجة الكائن الحي البالغ الذي يتشكل في الأنسجة كاستجابة للتأثيرات الخارجية المختلفة. هذا الأخير هو تلف خلايا الأنسجة، و الحمل الزائد لوظائفها المتخصصة أو التأثيرات التنظيمية.
وفقًا لمفهوم متلازمة تكيف الأنسجة (TAS)، فإن هذه الآلية التكيفية (انظر التكيف) تدخل حيز التنفيذ في الأنسجة التالفة (انظر الأنسجة (علم الأحياء) ) نتيجة توافق حدثين. الأول هو تراكم مؤثرات TAS في الأنسجة ( comutons ، و chalones ، و contactins ) ، والتي تمتلك ميزة فريدة لخصوصية الأنسجة في عملها على خلايا الأنسجة المتجانسة دون خصوصية الأنواع. والثاني هو زيادة حساسية الخلايا التالفة لهذه المنظمات، كما تم توضيحه في مثال كوموتون. تسبب هذه المؤثرات تلفًا ذاتيًا خاصًا بالأنسجة للخلايا المتجانسة عن طريق اضطراب استتباب أيوناتها وعمليات إنتاج الطاقة. نتيجة لذلك، يتم تنشيط رد فعل غير محدد للضرر (CURD) في الخلايا. يلعب هذا التفاعل الفسيولوجي الشامل دورًا في الآلية التنفيذية لـ TAS. وبالتالي، يتم تفعيل الوظيفة التكيفية لضغط الأنسجة باستخدام خصائص CURD مثل زيادة المقاومة غير المحددة للخلايا، وكذلك التأثير على معدل عمليات التمثيل الغذائي للخلايا. من الواضح أنه في حالة TAS، يجب أن تكون هذه التغييرات خاصة بالأنسجة، حيث يتم البدء فيها عن طريق التلف الذاتي للخلية تحت تأثير محدد للأنسجة من مؤثرات TAS.
كما هو معروف، فإن CURD تتكون من مرحلتين. تتشكل مرحلة تحفيز التمثيل الغذائي فيها, في عملية تلف طفيف للخلية. عندما تتلف الخلية بشكل طفيف، فإنها تبدأ في تشكيل مرحلة تحفيز التمثيل الغذائي. تؤدي التأثيرات الضارة القوية إلى بدء مرحلة CURD لتثبيط التمثيل الغذائي في الخلية.
وفقًا لمفهوم TAS، يتم تحقيق التأثير الوقائي لإجهاد الأنسجة في حالة تكوين مرحلة تحفيز استقلاب CURD بواسطة مستجيباتTAS نتيجة لتسريع العمليات التعويضية في الخلية التالفة. في عملية تشكيل طور CURD من تثبيط الأيض بواسطة المؤثرات المذكورة أعلاه، يتطور التأثير الوقائي لإجهاد الأنسجة نتيجة انخفاض تفاعل الخلية استجابة للتأثيرات الضارة الخارجية.

## مكان إجهاد الأنسجة في خط ردود الفعل التكيفية غير المحددة
السمة الرئيسية لإجهاد الأنسجة هو تكوينه بمشاركة المؤثرات الخاصة بالأنسجة للتفاعلات بين الخلايا داخل الأنسجة - comutons ، chalones و contactins ، التي تنتجها خلايا الأنسجة تحت تأثير الإجهاد. هذا يميز إجهاد الأنسجة عن متلازمة التكيف العامة، والتي تتحقق من خلال الهرمونات - المؤثرات للتفاعلات بين الأعضاء (انظر الإجهاد (البيولوجي) ). يتشكل الإجهاد الإقليمي (المحلي) بمشاركة ليس واحدًا بل عدة أنسجة مكونة عضوًا أو جزءًا من الجسم. هذا هو السبب في أنه يمكن الاعتقاد بأن تفاعل الإجهاد الإقليمي يتحقق بمشاركة مؤثرات تفاعلات الأنسجة الداخلية. أخيرًا، يتم تحقيق إجهاد الخلية عبر آليات داخل الخلايا، دون أي مشاركة للتفاعلات بين الخلايا. في الحالة الأخيرة، يعمل تشكيل CURD وتخليق بروتينات الصدمة الحرارية كآلية "للدفاع عن النفس" للخلية.
ميزة أخرى لإجهاد الأنسجة هو مبدأ تشكيل آليتها التنفيذية، CURD، عن طريق التلف الذاتي الخاص بالأنسجة لخلايا الأنسجة المتماثلة. على الرغم من حقيقة أن TAS، تمامًا مثل إجهاد الخلية، يتم تحقيقه عبر CURD، فإن TAS لديها مجموعة متنوعة من الميزات التي تميزها عن إجهاد الخلية، وأهمها انتقائية الأنسجة لبدء CURD تحت تأثير مؤثرات TAS. بالإضافة إلى ذلك، تحت ضغط الخلية، يتم تحقيق حماية الخلية بمشاركة CURD فقط من خلال آلية "سلبية". يتألف من تشكيل المرحلة الوقائية لهذا التفاعل الفسيولوجي. وفي الوقت نفسه ، تحت ضغط الأنسجة، يمكن تنفيذ وظيفتها الوقائية كلاً من الآليات "السلبية" و "النشطة" التي يسببها CURD. وبالتالي، فإن آلية إجهاد الخلية هي مجرد واحدة من الأداتين اللتين تحمي بهما TAS خلايا الأنسجة المتجانسة. يكمن الاختلاف الثالث بين إجهاد الأنسجة والخلايا في قدرة الأول ليس فقط على زيادة المقاومة غير المحددة للخلايا ولكن أيضًا لتقليلها. وفي الوقت نفسه، يعتبر مفهوم إجهاد الخلية الاحتمال الأول فقط.
في الوقت الحاضر، يمكن النظر في وظيفتين فسيولوجيتين لإجهاد الأنسجة، والتي تتحقق في عملية مشاركة آليتها التكيفية. يتم التعبير عن إحداها في زيادة استقرار وظائف الخلية المتخصصة في ظروف الحمل الوظيفي المطول. وظيفة أخرى للضغط على الأنسجة هي تنظيم كتلة خلايا الأنسجة المتجانسة في ظروف فسيولوجية مختلفة.

## تعمل وظيفة إجهاد الأنسجة على خلايا الأنسجة المتجانسة المتخصصة في تحسين الاستقرار
من المعروف أن جزءًا فقط من الوحدات الوظيفية للأنسجة يشارك في تحقيق الوظائف المتخصصة لخلاياها (Barcroft ، 1937). بسبب عالمية هذه الظاهرة سميت "قانون النشاط المتقطع للهياكل الوظيفية" (كريشانوفسكي، 1973؛ كريشانوفسكي، 1974). وفقًا لهذا القانون، تشكل الوحدات الوظيفية للأنسجة (أو الخلايا) التي تعمل بشكل فعال مجموعتين من المجموعات حيث يكون أحدهما في حالة "أداء مكثف" والآخر في حالة "راحة". وبالتالي فإن "الراحة" ليست حالة سلبية نظرًا لوجود إصلاح نشط للهياكل الخلوية يحدث تالفًا في سياق الوظائف المتخصصة التي تؤديها الخلايا. النمط "المتقطع" لخلايا الأنسجة يتمثل في أن الخلايا تنتقل من مجموعة إلى أخرى عندما يكون النسيج في وضع الأداء المكثف. وبهذه الطريقة، فإن الخلايا المتضررة نتيجة للأداء المكثف تكتسب فرصة للتعافي في مجموعة "الراحة". وفي غضون ذلك ، تنتقل الخلايا المستعادة من المجموعة "المستريحة" إلى الخلايا "التي تعمل بشكل مكثف". من الآمن أن نقول إن مثل هذا التنظيم لأداء الأنسجة يعزز استقرار أداء وظائف خلاياها. ومع ذلك، فإن الآليات التي تنظم مرور الخلايا من مجموعة إلى أخرى على مستوى الأنسجة الداخلية غير معروفة.
بالنظر إلى قانون "النشاط المتقطع للبنى العاملة" يمكن للمرء أن يتحدث عن نتيجتين لعمل آلية TAS على خلايا الأنسجة التي تعمل بنشاط. في الظروف التي يكون فيها المستجيب TAS (المستجيبون) يشكلون طور CURD من تحفيز التمثيل الغذائي، ينبغي للمرء أن يتوقع تسريع عمليات الإصلاح في خلايا السكان "المسترخين". من الواضح أن ذلك سيعزز التعافي المتسارع لهذه الخلايا وتمريرها إلى مجموعة خلايا تعمل بشكل مكثف. في حالة ما إذا كانت آلية TAS تشكل مرحلة CURD لتثبيط التمثيل الغذائي في مجموعة الخلايا العاملة بشكل مكثف ، فسيؤدي ذلك إلى تثبيط إشارات الخلية وتعزيز "استقلالية" الخلايا عن التأثيرات الخارجية الأخرى. قد يؤدي هذا الاستقلالية إلى تثبيط وظائف الخلية المتخصصة في السكان المذكورين في حالة ما إذا تم تحفيزها بواسطة تأثيرات تنظيمية خارجية. قد يؤدي تثبيط وظائف الخلايا المتخصصة بواسطة آلية TAS إلى تعزيز الدفاع عن الخلايا التي تعمل بشكل مكثف من الإضرار بالنفس وأيضًا مرورها إلى حالة "الراحة". وبالتالي ، فإن خصائص الآلية التنفيذية لإجهاد الأنسجة - CURD - تسمح لها برفع استقرار وظائف الأنسجة في ظروف النشاط المكثف المستمر بعدة طرق.

## وظيفة إجهاد الأنسجة على تنظيم كتلة خلايا الأنسجة المتجانسة
وفقًا لمفهوم TAS، يمتلك إجهاد الأنسجة القدرة على تنظيم كتلة الخلايا للأنسجة المتجانسة عبر آلية تنفيذية موصوفة أعلاه - CURD. كما هو الحال في تنظيم الوظائف المتخصصة للخلايا، هناك طريقتان للتحكم الخاص بالنسيج في كتلة خلايا الأنسجة المتجانسة. هذه هي خلايا تعديل مقاومة غير محددة وتؤثر على سرعة العمليات الفسيولوجية التي تحدث في الخلية.
آلية إجهاد الأنسجة قادرة على التحكم في كتلة خلايا الأنسجة التي تؤثر على كل من الانقسام الانقسامي وموت الخلايا المبرمج على وجه التحديد. في حالة ما إذا كانت مؤثرات TAS تشكل مرحلة CURD من تحفيز التمثيل الغذائي، يجب على المرء أن يتوقع تسريع مرور خلايا التجمع التكاثري (الانتشار ) عبر الدورة الانقسامية (MC). سيكون هناك أيضا تسريع نضوج الخلايا والشيخوخة. سيؤدي هذا إلى زيادة النشاط الانقسامي وموت الخلايا المبرمج في الأنسجة. على العكس من ذلك، يجب أن يؤدي تكوين طور CURD من تثبيط الحماية الأيضية إلى نتائج معاكسة - تثبيط جميع العمليات المذكورة، ونتيجة لذلك، تثبيط كل من الأنشطة الانقسامية وموت الخلايا المبرمج. لا يمكن استبعاد احتمال أن آلية إجهاد الأنسجة تعتبر قادرة على تنظيم موت الخلايا المبرمج من خلال تثبيط مرحلتها المعتمدة على الطاقة. فيما يتعلق بتعديل مقاومة الخلايا غير المحددة بواسطة آلية إجهاد الأنسجة، فإن خاصية CURD هذه تسمح بتنظيم دخول الخلايا إلى MC وكذلك دخولها في موت الخلايا المبرمج.
يمكن تنظيم كتلة خلايا الأنسجة بواسطة آلية TAS في نظامين فسيولوجيين - الأثير عن طريق تكوين طور "محافظ" أو "ديناميكي" من هذا التفاعل التكيفي. تتشكل المرحلة المحافظة TAS تحت تأثير الضرر الخارجي "الضعيف" غير المحدد أو تأثيرات "الحمل" على الوظائف المتخصصة للخلايا. يوفر إجهاد الأنسجة هنا تكيفًا داخل الأنسجة عن طريق الحفاظ على مجموعة الخلايا الموجودة في الأنسجة. ويتحقق ذلك من خلال رفع مقاومة غير محددة للخلايا تحت تأثير الضرر الذاتي الخاص بالنسيج للخلايا بواسطة مؤثرات TAS. هذا يمنع دخول الخلايا اللاحقة للتضخم في كل من MC وموت الخلايا المبرمج. تتشكل المرحلة الديناميكية TAS تحت تأثير "قوي" خارجي غير محدد أو تأثير "تحميل" على الوظائف المتخصصة للخلايا. وفقًا لمفهوم TAS في المرحلة الديناميكية لضغط الأنسجة ، يحدث تجميع للتأثير الضار لعامل الضغط (الضغوطات) مع تلف الخلايا الذاتية بواسطة مؤثرات TAS. هذا يؤدي إلى تحفيز الانتشار (انظر الانتشار ) وزيادة نشاط موت الخلايا المبرمج (انظر موت الخلايا المبرمج ) في وقت واحد. وهكذا ، في الحالة المذكورة أعلاه ، تتحقق الوظيفة التكيفية لإجهاد الأنسجة عن طريق استبدال الخلايا التالفة والمحتضرة بأحفاد الخلايا الأكثر مقاومة لتأثير (عوامل) الإجهاد.
كما هو موضح مما سبق، وفقًا لمفهوم TAS، فإن تأثير آلية إجهاد الأنسجة على خلايا الأنسجة المتماثلة متنوع. قد يحميهم من التأثيرات الضارة غير المحددة وكذلك زيادة استقرار وظائف الأنسجة المتخصصة في ظروف النشاط الوظيفي المكثف لفترات طويلة. في نفس الوقت، تقوم نفس الآلية بالتحكم الداخلي في كتلة الخلايا للأنسجة المتماثلة.
- استجابة الإجهاد الخلوي

- GM Elbakidze ، AG Elbakidze تنظيم الأنسجة الداخلية لكتلة الخلايا وإجهاد الأنسجة // موسكو ، 2007 ، 150 ص. (روس).(ردمك 978-5-9901205-1-8)
- GM Elbakidze، AG Elbakidze مبادئ تنظيم نمو الأنسجة الداخلية ". كوليرفيل ، الولايات المتحدة الأمريكية ، 2009 ، 163 ص. 13 مريض.(ردمك 978-1-60458-505-6)رقم ISBN 978-1-60458-505-6
- Barcroft J. ملامح في هندسة الوظيفة الفسيولوجية // مطبعة جامعة كامبريدج ، كامبريدج ، 1934.
- Kryshanovskii GN Biorhythms ومبدأ الهيكل الوظيفي والتقدير الزمني للعمليات البيولوجية ، ص. 20-34. // في الإيقاعات البيولوجية في آليات تعويض الوظائف المتأثرة (AA Paltsin - Ed.) ، 258 صفحة ، M. ، 1973. (روس. ).
- Kryshanovskii GN عملية التصنع (بعض جوانب المشكلة). // Arkhiv Patologii ، 1974 ، v.36 ، N5 ، p. 3-11. (روس. ).